# Le Cercle infernal (film, 1955)
Pour les articles homonymes, voir Le Cercle infernal.
Pour plus de détails, voir Fiche technique et Distribution.
Le Cercle infernal (The Racers) est un film américain d'Henry Hathaway, sorti en 1955.

## Synopsis
Gino Borgesa, pilote de course, rencontre une ballerine, Nicole Laurent, dont le caniche de compagnie provoque un accident sur le circuit. Elle persuade un ancien amant de donner à Gino de l'argent pour une nouvelle voiture. Ils entament alors une romance, bien que Gino l'avertisse que sa course passe avant tout. Après avoir remporté une course de 1 000 miles, Gino est engagé par une équipe de course prospère dirigée par Maglio, qui se méfie des tactiques de conduite téméraires de Gino mais lui donne sa chance sur les conseils du pilote chevronné Carlos Chavez.
Nicole est troublée par l'attitude indifférente de Gino à l'égard d'un mécanicien tué accidentellement sur la piste. Un accident lors d'une course à Bruxelles blesse gravement Gino, dont la jambe n'est pas amputée uniquement parce que Nicole persuade les médecins de ne pas pratiquer l'opération. Une fois rétabli, Gino commence à prendre des analgésiques ainsi que des risques inutiles. Son comportement, lui aussi, est incontrôlable, ce qui l'amène à insulter Michel Caron, un jeune pilote français qui l'admire. Nicole est de plus en plus offensée et la goutte d'eau qui fait déborder le vase arrive lorsque Gino s'acharne à gagner la dernière course de la carrière de Carlos, même si Maglio lui a demandé de laisser Carlos remporter une dernière victoire.
Avec le temps, la stature de Gino dans la course commence à tomber, et il se retrouve seul. Il supplie Nicole de revenir mais elle est désormais engagée avec Michel. Un Gino contrit retourne sur la piste, où il laisse Michel le dépasser à toute vitesse.

## Fiche technique
- Titre original : The Racers
- Titre français : Le Cercle infernal
- Réalisation : Henry Hathaway
- Scénario : Charles Kaufman, d'après le roman The Racer de Hans Ruesch
- Direction artistique : Lyle Wheeler, George Patrick
- Décors : Walter M. Scott, Stuart Reiss
- Costumes : Kay Nelson
- Photographie : Joe MacDonald
- Son : Eugene Grossman, Harry M. Leonard
- Montage : James B. Clark
- Musique : Alex North
- Production : Julian Blaustein
- Société de production : Twentieth Century-Fox Film Corporation
- Société de distribution : Twentieth Century-Fox Film Corporation
- Pays de production :  États-Unis
- Langue : anglais
- Format : Couleurs (De Luxe) - 35 mm - 2,55:1 (CinemaScope) -  Son Stéréo (Western Electric Recording)
- Genre : drame
- Durée : 112 minutes
- Dates de sortie : 
  - États-Unis : 4 février 1955
  - France : 13 juillet 1955

## Distribution
- Kirk Douglas (VF : Jacques Erwin) : Gino Borgesa
- Bella Darvi (VF : Jacqueline Porel) : Nicole Laurent
- Gilbert Roland (VF : Claude Péran) : Dell 'Oro
- Cesar Romero (VF : Pierre Leproux) : Carlos Chavez
- Lee J. Cobb (VF : Serge Nadaud) : Maglio
- Katy Jurado (VF : Jacqueline Morane) : Maria Chavez
- Charles Goldner : Piero
- John Hudson (VF : Michel André) : Michel Caron
- George Dolenz : Comte Paul Salom
- Agnès Laury : Toni
- John Wengraf : Dr Taber

Acteurs non crédités :
- Ben Wright (VF : Roger Tréville) : Dr Seger
- Stephen Bekassy : un commissaire de course
- Peter Brocco : Gatti
- Joseph Vitale : Dr Bocci
- Tito Vuolo : un mécanicien